# وینکلباخ
وینکلباخ (به آلمانی: Winkelbach) یک شهر در آلمان است که در وستروالدکرایس واقع شده‌است. وینکلباخ ۲۴۷ نفر جمعیت دارد.